# James Chamanga
James Chamanga, född 2 februari 1980 i Luanshya, är en zambisk fotbollsspelare som spelar för Red Arrows.

## Karriär
Efter att James Chamanga gjort sitt första mål för Zambia mot Sydafrika så lämnade han sin zambiska klubb och flyttade till just Sydafrika och Bush Bucks 2005. Efter att Bush Bucks åkte ur högstaligan så skrev Chamanga på för SuperSport United där han blev klubbens bästa målskytt säsongen 2006/2007. Till efterföljande säsong så bytte Chamanga återigen klubb när han nu skrev på för Moroka Swallows där han 9 december 2007 gjorde fem mål i 6-2-vinsten mot Platinum Stars.
Efter 14 gjorda mål säsongen 2007/2008 gick Chamanga till kinesiska Dalian Shide i april 2008. 6 maj 2012 gjorde Chamanga sin 100:e match för Dalian Shide i 4-1-vinsten mot Tianjin Teda och gjorde då tre mål.
Efter fem säsonger i Dalian Shide så skrev Chamanga på för Liaoning Whowin 13 januari 2013.
James Chamanga gjorde sin debut i landslaget mot Botswana 26 februari 2005. Han har varit med i Afrikanska Mästerskapet 2006, där han gjorde mål i premiärmatchen mot Tunisien. I Afrikanska Mästerskapet 2008 gjorde han Zambias första mål i turneringen mot Sudan. Chamanga har även spelat i Afrikanska Mästerskapet 2010, 2012 och 2013.

## Meriter
Zambia
- Afrikanska Mästerskapet: 2012